# NN-289
La carretera NN‑289 es una vía departamental secundaria ubicada en el municipio de Prinzapolka, en la Región Autónoma de la Costa Caribe Norte. Conecta el muelle fluvial en la comunidad de El Zapote a orillas del río Prinzapolka con la comunidad de Tasbapounie, facilitando el acceso terrestre hacia zonas rurales anteriormente comunicadas únicamente por vía fluvial. Su construcción fue finalizada en 2024.

## Trazado y cruces
La siguiente tabla muestra su recorrido, localidades y principales conexiones:
| km  | Localidad                  | Departamento | Conexión / Ruta |
| --- | -------------------------- | ------------ | --------------- |
| 0.0 | El Zapote                  | RACCN        |                 |
| 4.8 | Comunidad intermedia rural | RACCN        |                 |
| 9.6 | Tasbapounie                | RACCN        |                 |

## Coordenadas
Un punto de la NN‑289 puede localizarse cerca de Tasbapounie en las coordenadas: 14°50′56″N 83°37′53″O / 14.8490, -83.6315